# Rana chevronta
Rana chevronta är en groddjursart som beskrevs av Hu, Ye in Hu, Fei och Ye 1978. Rana chevronta ingår i släktet Rana och familjen egentliga grodor. IUCN kategoriserar arten globalt som akut hotad. Inga underarter finns listade i Catalogue of Life.